# Anolis etheridgei
Anolis etheridgei este o specie de șopârle din genul Anolis, familia Polychrotidae, descrisă de Williams în anul 1962. Conform Catalogue of Life specia Anolis etheridgei nu are subspecii cunoscute.